# Universidade de Ciência e Tecnologia de Hong Kong
A Universidade de Ciência e Tecnologia de Hong Kong (abreviação em inglês: HKUST) é uma instituição de ensino superior de Hong Kong. A universidade se localiza no distrito de Sai Kung, na região leste da cidade. 
É considerado um dos melhores centros de ensino do mundo, sendo a quarta melhor universidade asiática, e a trigésima-sexta melhor do mundo, segundo o ranking universitário QS.  